# Ariathisa nigrifrons
Ariathisa nigrifrons är en fjärilsart som beskrevs av Paul Dognin 1919. Ariathisa nigrifrons ingår i släktet Ariathisa och familjen nattflyn. Inga underarter finns listade i Catalogue of Life.